# Perry Green
Perry Green (* 1936 in Seattle, Washington) ist ein professioneller US-amerikanischer Pokerspieler. Er ist dreifacher Braceletgewinner der World Series of Poker und trägt den Spitznamen Alaska’s Poker Guru.

## Pokerkarriere

### Werdegang
Seine erste Geldplatzierung bei einem Live-Turnier erzielte Green Anfang Mai 1976 bei der World Series of Poker (WSOP) im Binion’s Horseshoe in Las Vegas. Dort setzte er sich bei einem Turnier der Variante Limit Ace to Five Draw gegen 79 andere Spieler durch und erhielt eine Siegprämie von 68.300 US-Dollar sowie ein Bracelet. Im Jahr darauf gewann er in derselben Variante ein Event der WSOP 1977 und sicherte sich sein zweites Bracelet. Sein drittes WSOP-Turnier gewann Green Mitte Mai 1979 in der Variante No Limit Hold’em, wofür er 76.500 US-Dollar erhielt. Im Februar 1980 und 1981 wurde er beim Superbowl Of Poker im Caesars Palace am Las Vegas Strip jeweils Zweiter, was ihm Preisgelder von mehr als 140.000 US-Dollar einbrachte. Bei der WSOP 1981 belegte er im Main Event den zweiten Platz und erhielt das höchste Preisgeld seiner Pokerkarriere in Höhe von 150.000 US-Dollar. Auch 1991 saß er am Finaltisch des WSOP-Main-Events und wurde Fünfter für knapp 70.000 US-Dollar. Seitdem blieben größere Turniererfolge aus.
Insgesamt hat sich Green mit Poker bei Live-Turnieren über eine Million US-Dollar erspielt.

### Braceletübersicht
Green kam bei der WSOP 33-mal ins Geld und gewann drei Bracelets:
| Jahr | Buy-in (in $) | Turnier                    | Teilnehmer | Preisgeld (in $) |
| ---- | ------------- | -------------------------- | ---------- | ---------------- |
| 1976 | 1000          | Limit Ace to Five Draw     | 80         | 68.300           |
| 1977 | 5000          | Limit Ace to Five Draw     | 02         | 10.000           |
| 1979 | 1500          | No Limit Hold’em – Non Pro | 85         | 76.500           |